# Safford, Arizona
Safford je grad u američkoj saveznoj državi Arizona. Prema popisu stanovništva iz 2010. u njemu je živjelo 9,566 stanovnika.